# Malin Biller
Eva Malin Johanna Biller, född 3 mars 1979, är en svensk serieskapare. Hon har gjort sig känd för sina galna och självutlämnande humorserier, ofta under titeln Biller. Biller har även gjort en uppmärksammad självbiografisk och mer allvarligt sinnad serieroman, betitlad Om någon vrålar i skogen. Den vann 2011 Urhunden, som årets (det vill säga 2010 års) bästa svenska seriealbum.

## Biografi

### Uppväxt och utbildning
Malin Biller föddes 1979 i Helsingborg men är uppvuxen på Hammarön i Värmland. I sina serier har hon skildrat flera mindre roliga aspekter av sin barndom; mobbningen tas upp i Lantis-boken Välkommen till Hammarö, och uppväxten med en alkoholiserad pappa står i centrum i Om någon vrålar i skogen. Hon har hävdat att humorn för henne blev ett sätt att överleva. Stöd hade hon även i musiken (framför allt Beatles och Neil Young), och böckernas värld (länge såg hon Gustaf Fröding som en "tvillingsjäl").
I 13-årsåldern började Biller med tecknandet. Hon gick Målerilinjen på Östra Grevie folkhögskola åren 1999–2001 och därefter två år på Serieskolan i Malmö 2002–2004 (vilket hon hävdar är det bästa hon någonsin gjort). Hon har även läst 20 poäng barnlitteratur, på Lunds universitet.

### Professionell seriekarriär
Biller har gett ut flera egna fanzin med serier. Den publika seriedebuten kom med serien "Prutt-Lucia" som publicerades som egen bilaga i Serie-Paraden nummer 4/2003. Samma huvudfigur handlade serien Kaxiga Mia om. Denna vann första pris i Seriefrämjandets barnserietävling 2003 och publicerades i ytterligare tio nummer av Serie-Paraden. 
Blandade serier har därefter publicerats i ett flertal tidningar, däribland Sydsvenskan, ETC Comics, ETC, Knasen-bilagorna "De nya svenska serierna" och "Nya serieskapare", Galago, Pondus, Ernie, Komika Magasin, Katusch!, Elvis och Hjälp. Barnserien Doris & Loppan har publicerats i tidningarna Pets (2004–2005) och Maskot (2005–). Skämtserien Biller publicerades dagligen i PunktSE 2007–2008, och från och med 2008 i Sörmlands Nyheter.
Seriefrämjandet gav 2003 ut hennes Lantis-album Välkommen till Hammarö. Efter det har ytterligare ett flertal album getts ut på olika förlag: Billerboken (2005), Du vet att du vill! (2008), LyckoBiller (2009), och Om någon vrålar i skogen (2010). Den sistnämnda är ett vardagsrealistiskt, självbiografiskt drama och skiljer sig därmed åt från Billers tidigare, företrädesvis humoristiska alster.
Malin Biller tog sig 2014 an sin "husgud" Gustaf Fröding, via I varje droppe är en ädelsten (titel hämtad från en strof i dikten "En ghasel"). I boken, som även var Gustaf Fröding-sällskapets årsbok, gjorde Biller serie av ett antal av Frödings dikter.
2015 gjorde Malin Biller en tolkning i serieform av en annan svensk författare. Kvartetten som sprängdes, del 1 var en bearbetning av första halvan Birger Sjöbergs roman med samma namn. För sin konstnärliga förnyelse av verket belönades hon året därpå med Birger Sjöberg-priset, utdelat av Birger Sjöberg-sällskapet. Del 2 släpptes 2017.
Enstaka serier har även dykt upp i antologier som slovenska Stripburger (fyra nummer), flera utgåvor av Allt för konsten och Galagos engelskspråkiga antologi From the Shadow of the Northern Lights (2008). 
Biller satt en period och arbetade i Seriestudion i Malmö. Hon flyttade därefter till Södermanland och är sedan 2011 bosatt i Göteborg där hon är medlem av Serieateljén. Numera livnär hon sig helt på tecknandet.

### Övrig verksamhet
Malin Billers illustrationer har dykt upp i de mest skilda sammanhang, som i NTF Skånes kampanj "Cykla till jobbet" (2003), i Gleerups läroböcker och i sexualupplysningskampanjen okejsex.nu (2007). Hon har även hållit föredrag om serieskapande och arrangerat serieworkshopar.

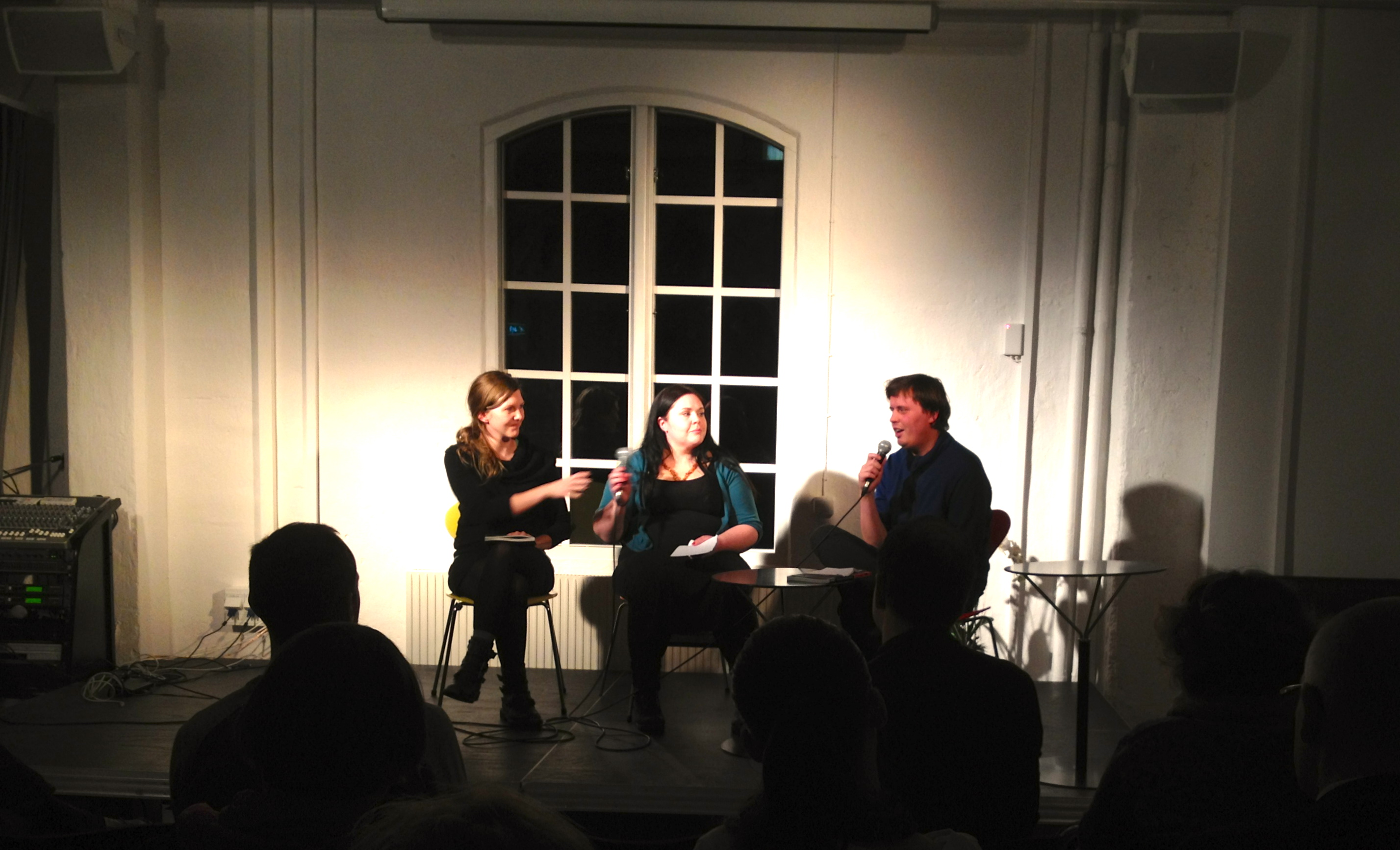
Samtal med Pär Thörn och Malin Biller.

## Stil och innehåll
Malin Biller arbetar med flera olika stilar och växlar mellan barnserier och vuxenserier, buskishumor och djupaste allvar. En del serier har en självbiografisk ton, medan andra handlar om allt mellan himmel och jord, utan särskilda huvudfigurer. Själv har hon kallat sina serier för "självbiografisk fantasy" och sin stil för "tänkvärt under bältet" Mest känd har hon nog blivit för sina respektlösa och ofta burleska skämtserier där tjejer ofta inte bär sig åt som tjejer brukar "få" göra. De är till exempel ofta glupska, överviktiga, rapar, pruttar, petar näsan, super och vill ha kravlöst sex.
En allvarligare sida visade hon upp i albumet Om någon vrålar i skogen. Där skildrade hon i självbiografisk form hur det var att växa upp med en alkoholiserad far som våldförde sig på henne.

### Egna seriealbum
- 2003 – Lantis: Välkommen till Hammarö, Seriefrämjandet. ISBN 91-85161-01-2
- 2005 – Billerboken, Collage förlag. ISBN 91-975628-0-7
- 2008 – Du vet att du vill!, Egmont Kärnan. ISBN 978-91-7405-025-7
- 2009 – LyckoBiller, Egmont Kärnan. ISBN 978-91-7405-305-0
- 2010 – Om någon vrålar i skogen, Optimal Press. ISBN 978-91-85951-12-3 (delvis förpublicerad i serietidningen Kackerlacka #1, 2009)
- 2012 – Allt du behöver, Egmont Kärnan. ISBN 9789174056990
- 2013 – Det åttonde underverket, Egmont Kids Media Nordic. ISBN 9789174058369
- 2014 – I varje droppe är en ädelsten (text av Gustaf Fröding), Kolik förlag. ISBN 9789186509446
- 2015 – Kvartetten som sprängdes, del 1 (text av Birger Sjöberg), Kolik förlag. ISBN 9789186509569
- 2017 - Kvartetten som sprängdes, del 2 (text av Birger Sjöberg), Birger Sjöberg-sällskapet. ISBN 9789197490795

### Medverkan i antologiseriealbum (urval)
- 2003 – Allt för konsten 4, Optimal Press (därefter deltagande i nummer 7, 8 och X)
- 2008 – From the Shadow of the Northern Lights, Ordfront Galago
- 2013 – Biller Malin, Krizan Nicolas, red. Allt för Optimal: en hyllning. Apart grafisk form. ISBN 9789198097108

### Bilderböcker (urval)
- 2013 – Bonden Konrad och den nya traktorn (Pixi-bok), Bonnier Carlsen. ISBN 978-91-638-7743-8

### Illustrationer (urval)
- 2007 – Lindqvist Annelie, red. Damrummet!. [5] : humor för livsnjutare!. Semic. ISBN 978-91-552-3573-4

## Utställningar
- 2005 – Utställning på galleri Kazoom i Malmö, med andra tecknare ur Katusch!
- 2009 – Separatutställning på Seriegalleriet i Stockholm, 21 februari–25 mars
- 2012–2013 – "Seriestorm", på Konsthallen i Skövde kulturhus, 22 september–20 januari[12]

## Priser och utmärkelser
- 1998 – Gustaf Fröding-stipendiet[13] (Frödingstipendiet[14][15])

- 2003 – Första pris i Seriefrämjandets stora barnserietävling
- 2004 – Antologin Allt för konsten 4 fick Seriefrämjandets Urhunden
- 2005 – Hedersomnämnande, Kemi Seriefestivals nordiska serietävling
- 2006 – Andra pris, novellkategorin, Kemis nordiska serietävling
- 2006 – Andra pris, strippseriekategorin, Kemis nordiska serietävling
- 2006 – Finalist i Metros strippserietävling
- 2006 – Finalist i Herman Hednings serieskapartävling
- 2007 – Finalist i Punkt SE:s serietävling
- 2010 – Region Värmlands Litteraturstipendium (delat med Mia Skäringer)[16]
- 2011 – Urhunden för bästa översatta seriealbum (Om någon vrålar i skogen)
- 2015 – Adamsonstatyetten[17][18]
- 2016 – Birger Sjöberg-priset